# Iittala (компания)
Iittala («И́иттала») — финская компания, специализирующаяся на дизайне и производстве элементов интерьера, кухонной, столовой и декоративной посуды класса люкс, главным образом из стекла, а также одноимённый бренд. «Ииттала» является предметом национальной гордости финнов и одной из ведущих торговых марок в финском дизайне, широко известной и за пределами Финляндии. Одна из ведущих компаний скандинавского дизайна. Сегодня бренд Iittala принадлежит компании Fiskars.

## История компании
У компании давняя традиция стекольного производства. Первый завод по изготовлению стекла был основан в 1881 году в местечке Ииттала под Тампере и с 1917 года по 1950-й был известен под названием «Стекольный завод Кархула-Ииттала» (фин. Karhula-Iittala). В самом начале там производилась стеклянная аптечная посуда, однако в первой половине 1930-х годов наметился поворот в сторону создания оригинального дизайна. С этого времени в компании создаются работы, становившиеся классикой скандинавского дизайна: стаканы Айно Аалто (1932), первые стеклянные птицы и коллекция «Росинки» (фин. Kastehelmi) Ойвы Тойкка, серия посуды «Ултима Туле» (Ultima Thule) Тапио Вирккала и знаменитая ваза «Савой» (фин. Savoy) Алвара Аалто (1936), которая стала одним из самых узнаваемых символов финского дизайна. Она производится и сегодня, а её причудливая волнообразная форма воспроизводится во многих других объектах прикладного дизайна (подсвечниках, подносах, разделочных досках). За годы существования компании её дизайнеры получили множество призов и наград как в Финляндии, так и во всем мире.

## Дизайн
Основная дизайнерская идея компании — гармония вне времени и конкретного исторического стиля, хотя во многих коллекциях компании в разной степени воплощаются идеи органического дизайна, структурализма, био-тека и лаконичного скандинавского функционализма. Примерами вневременных и внестилевых работ является, например, коллекция посуды «Теема» (фин. Teema), которую разработал Кай Франк в 1952 году, и чугунная утятница «Сарпанева».
В коллекции «Иитталы» имеются и современные работы, реализующие идею классического вневременного дизайна, например бокалы для вина «Эссенс» (фин. Essence) (2001), подсвечники «Камень» (фин. Kivi) работы Хейкки Орвола и «Витрина» (фин. Vitriini) Ану Пенттинен. Один из последних примеров — выпущенная в 2012 году коллекция посуды и кухонных аксессуаров «Сарьятон» (фин. Sarjaton), которая представляет собой искусное сочетание разных материалов — керамики, стекла, дерева и текстиля.

## Производство и продажа
Сегодня «Ииттала» является частью международного концерна «Фискарс» (фин. Fiskars). Большая часть продукции компании производится в Финляндии на своих заводах небольшими сериями. Часть продукции производится вручную (вазы Аалто и птицы Ойва Тойкка). Механическим способом производятся стаканы Айно Аалто, серия «Росинки» и подсвечники «Киви». В Хельсинки на керамической фабрике производят тарелки, блюда и сервизы. Товары All Steel на заводе в Сорсакоски. У «Фискарс» есть много партнеров и контрактных производителей (в Индонезии, Таиланде, Германии, Италии и Китае). Текстиль изготавливается также в Литве и Португалии. Магазины и дилерские центры открыты по всему миру.

## Дизайнеры
- Йоран Хонгел (фин. Göran Hongell) (1902—1973). Пионер финского стекольного дизайна, Хонгел стал первым приглашённым дизайнером в компании «Кархула-Ииттала» в 1940. Он использовал специальную технику и новаторские цветовые решения. Его работы выглядят скромно, но современно. В числе его работ коллекции «Силко» (фин. Silko, 1938), «Длинная волна» (фин. Maininki, 1938), «Луч» (фин. Säde, 1939), «Аарне» (фин. Aarne, 1948), «Ауланко» (фин. Aulanko, 1950).

- Айно Аалто (фин. Aino Aalto) (1894—1949). Дизайнер широкого профиля, добившийся успеха в проектировании зданий, дизайн мебели, интерьера и текстиля. Айно Аалто придумывала для Ииттала компактные и скромные стеклянные вещи. Будучи замужем за Алваром Аалто, Айно часто работала с ним в тесном сотрудничестве. Ею разработан дизайн популярных стаканов «Аалто» (фин. Aalto, 1933).

- Алвар Аалто (фин. Alvar Aalto) (1898—1976). Мастер современного дизайна, выдающийся архитектор, проектировавший концертные залы, библиотеки, музеи и больницы. Алвар Аалто — в сотрудничестве с женой Айно — создал несколько уникальных неповторимых арт-объектов повседневного дизайна. Работы: ваза «Савой» (1936).

- Тапио Вирккала (фин. Tapio Wirkkala) (1915—1985). Графический дизайнер, разработчик внешнего вида денежных знаков Финляндии, работавший также с мебелью и ювелирными украшениями. Тапио Вирккала спроектировал около 400 объектов дизайна. За свою карьеру он разработал множество новых техник работы с разными материалами. Работы: вазы «Лисички» (фин. Kantarelli, 1951), серия стекла «Ултима Туле» (Ultima Thule, 1968).

- Кай Франк (фин. Kaj Franck) (1911—1989). Девизом его лаконичного подхода к дизайну было «оставить только необходимое». Работы: сервиз «Тема» (фин. Teema), стаканы «Картио» (фин. Kartio).

- Альфредо Хеберли (фин. Alfredo Häberli) (1964). Аргентинский по происхождению дизайнер из Цюриха, совмещающий в своих работах традиции и инновации, радость и энергию. Работы: «Эссенс» (Essence, 2001), «Сента» (фин. Senta, 2003)

- Хейкки Орвола (фин. Heikki Orvola) (1943). Один из самых главных деятелей финского дизайна, работает со стеклом, керамикой, чугуном и текстилем. В 1998 году он получил престижную премию Кая Франка. Работы: «Аврора» (1972), «Камень» (фин. Kivi, 1987), стакан «Верна» (1998), «Коренто» (2011).

- Тимо Сарпанева (фин. Timo Sarpaneva) (1926—2006). Мастер, умевший работать с такими разными материалами, как стекло, фарфор, чугун, графика и текстиль. В 1956 году он разработал логотип «Иитталы» — букву «i» в красном круге. Работы: «Орхидея» (фин. Orkidea, 1954), «Чайка» (фин. Tsaikka, 1957), именная коллекция «Сарпанева» (фин. Sarpaneva, 1960).

- Ойва Тойкка (фин. Oiva Toikka) (1931). Одна из самых выдающихся фигур в истории стеклодувного дизайна, Ойва Тойкка особенно известен своей коллекцией стеклянных птиц и серией «Росинки». Для его работ характерны смелые фантазийные силуэты и обтекаемая форма. Работы: «Росинки» (фин. Kastehelmi, 1964), «Птицы» (фин. Linnut, 1971). Призы и премии: приз Луннинга (1970), премия Кая Франка (1992).

## Галерея

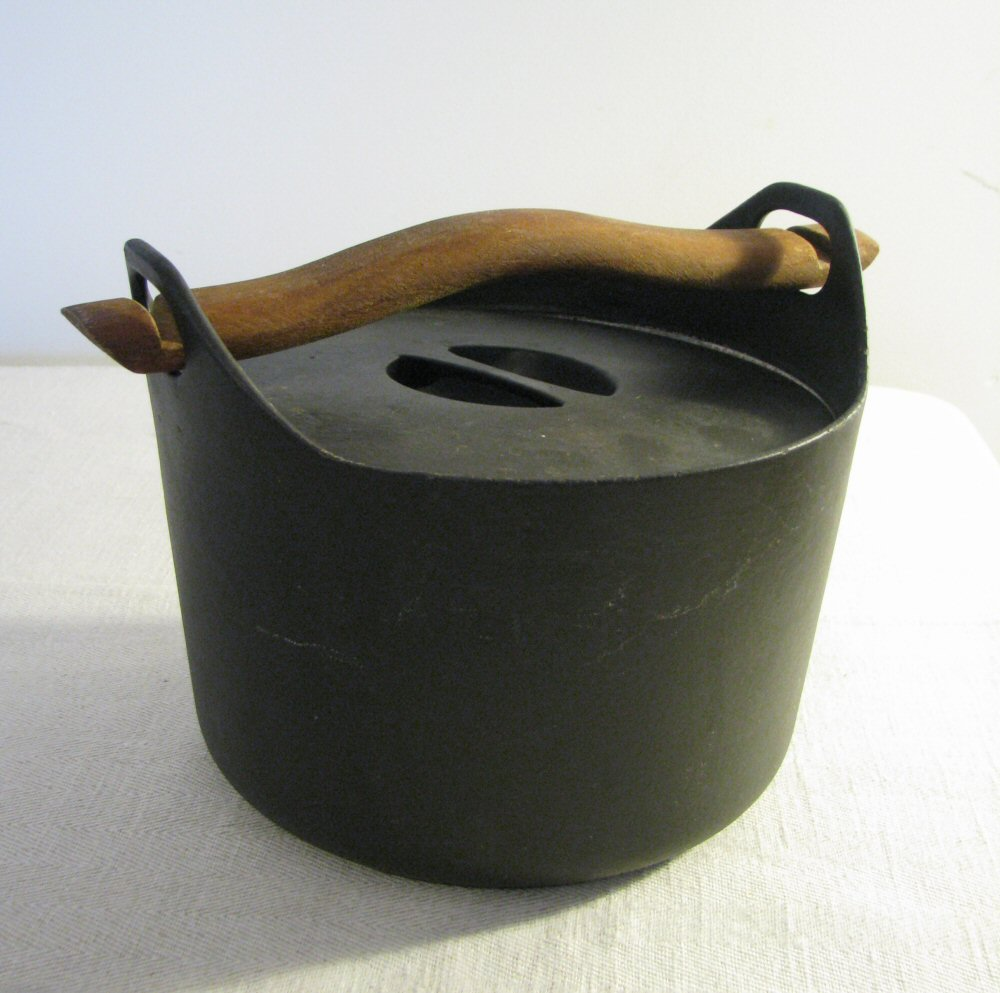
Чугунная утятница Тимо Сарпанева (1960)
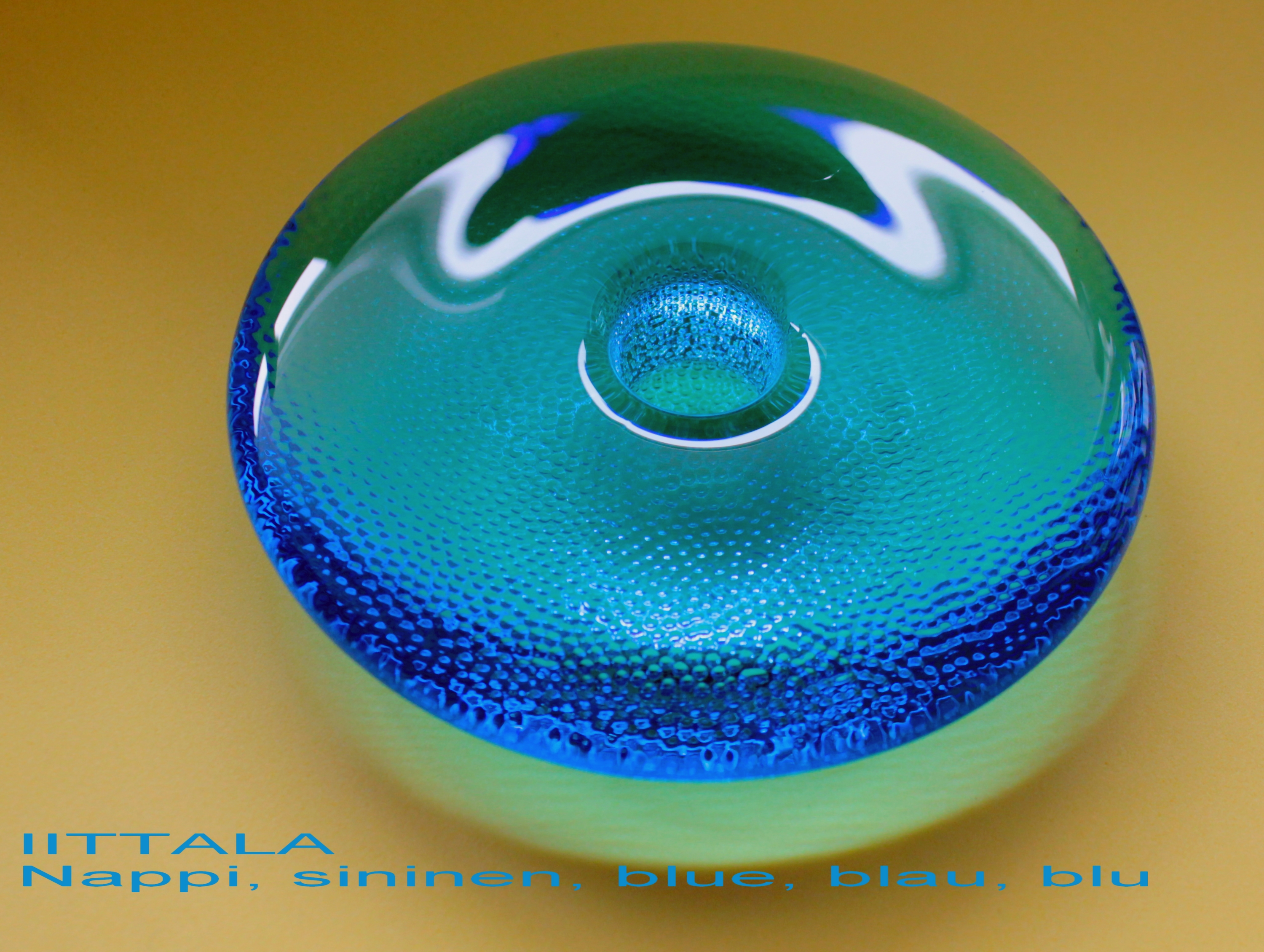
Подсвечник синего стекла «Кнопка» (Nappi)
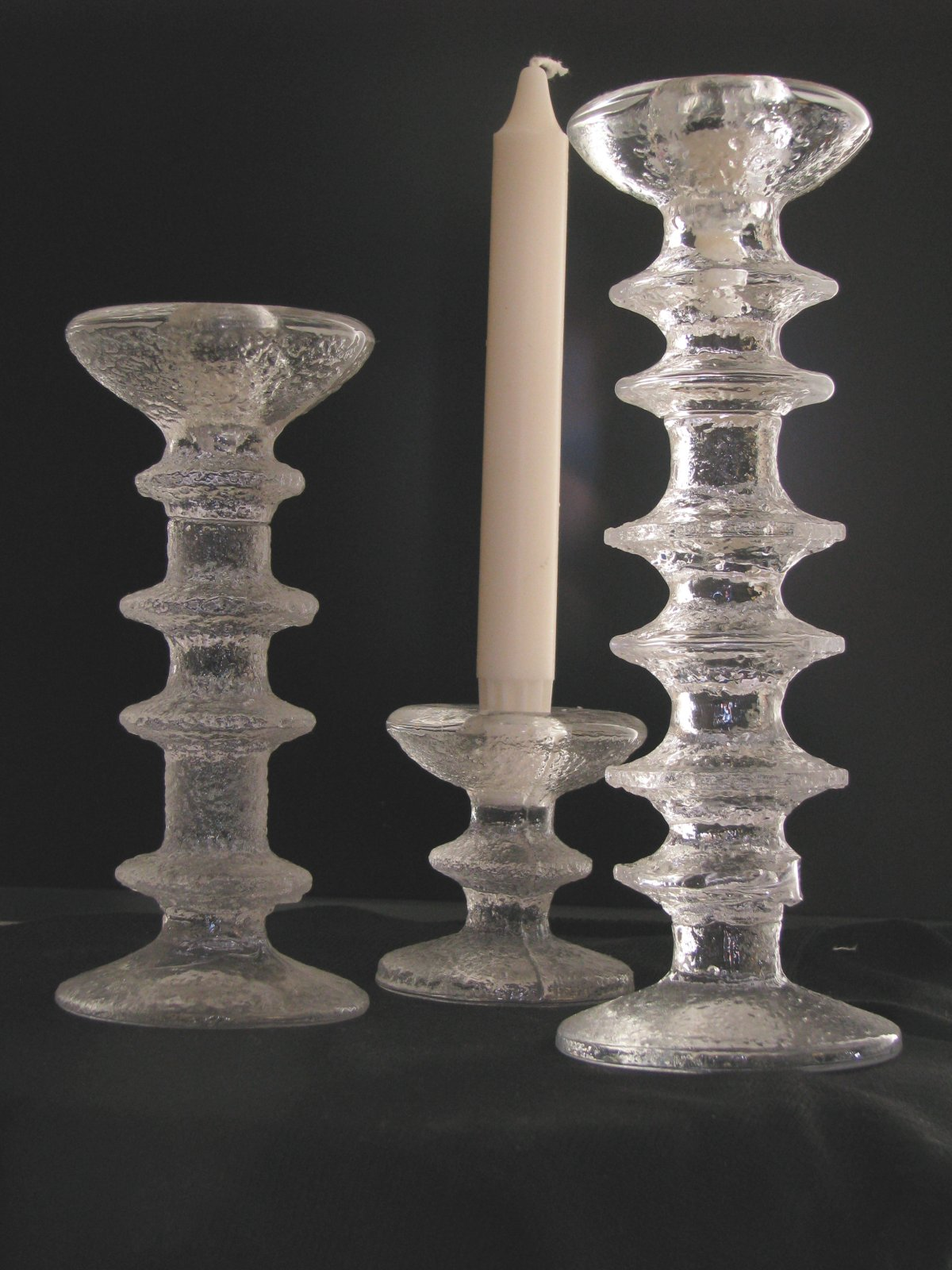
Подсвечники «Сарпанева» (1966)
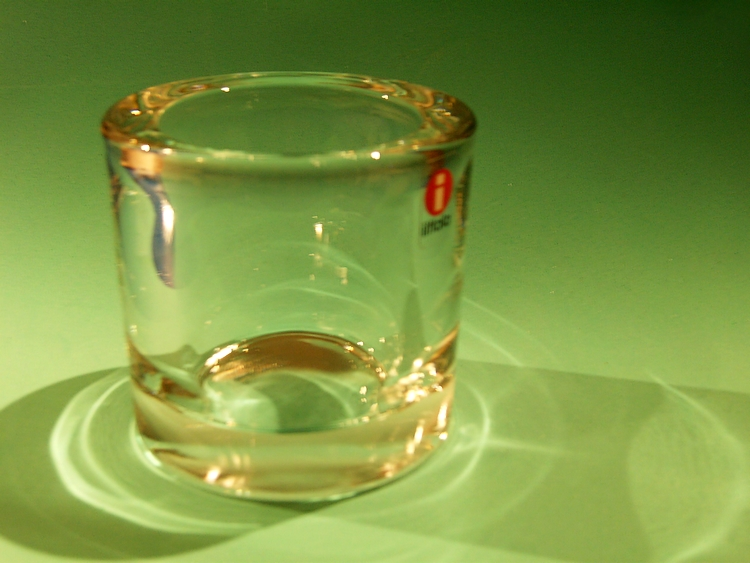
Подсвечник «Камень» (Kivi, 1988)
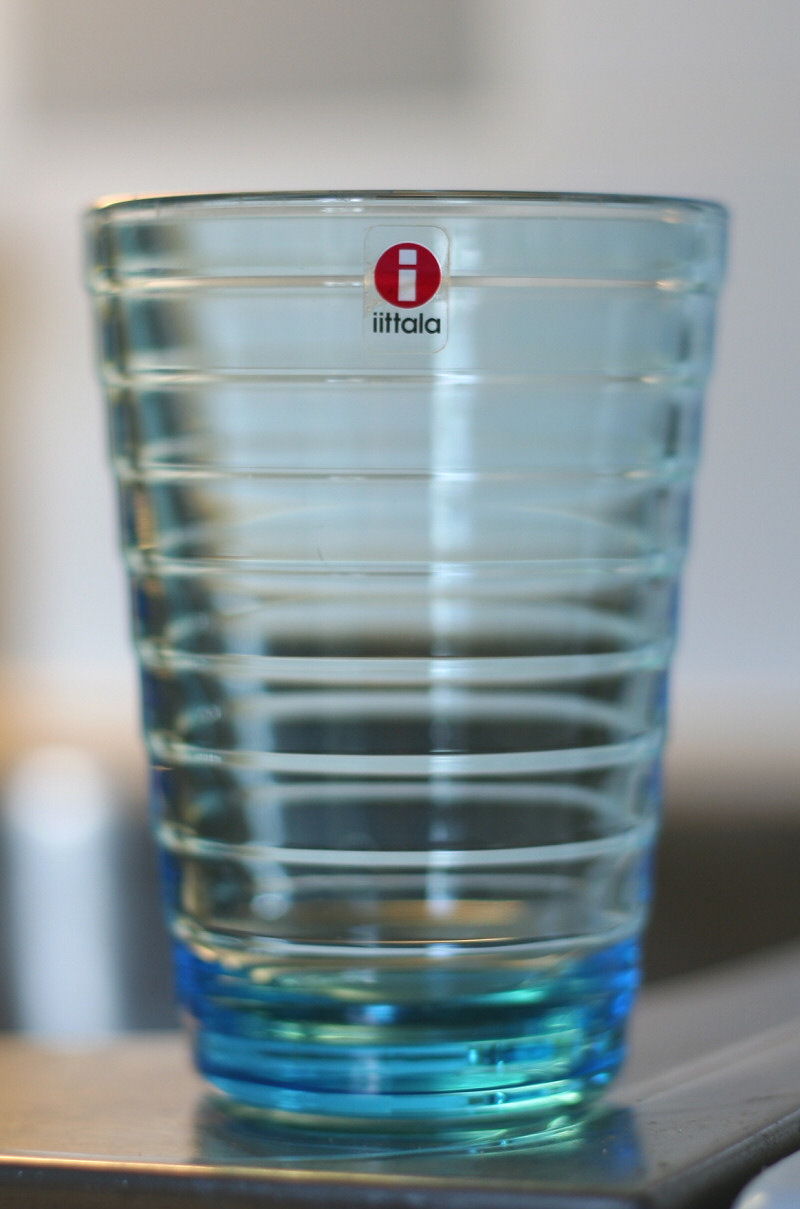
Стакан Айно Аалто (1933)